# Feindliche Übernahme: Wie der Islam den Fortschritt behindert und die Gesellschaft bedroht

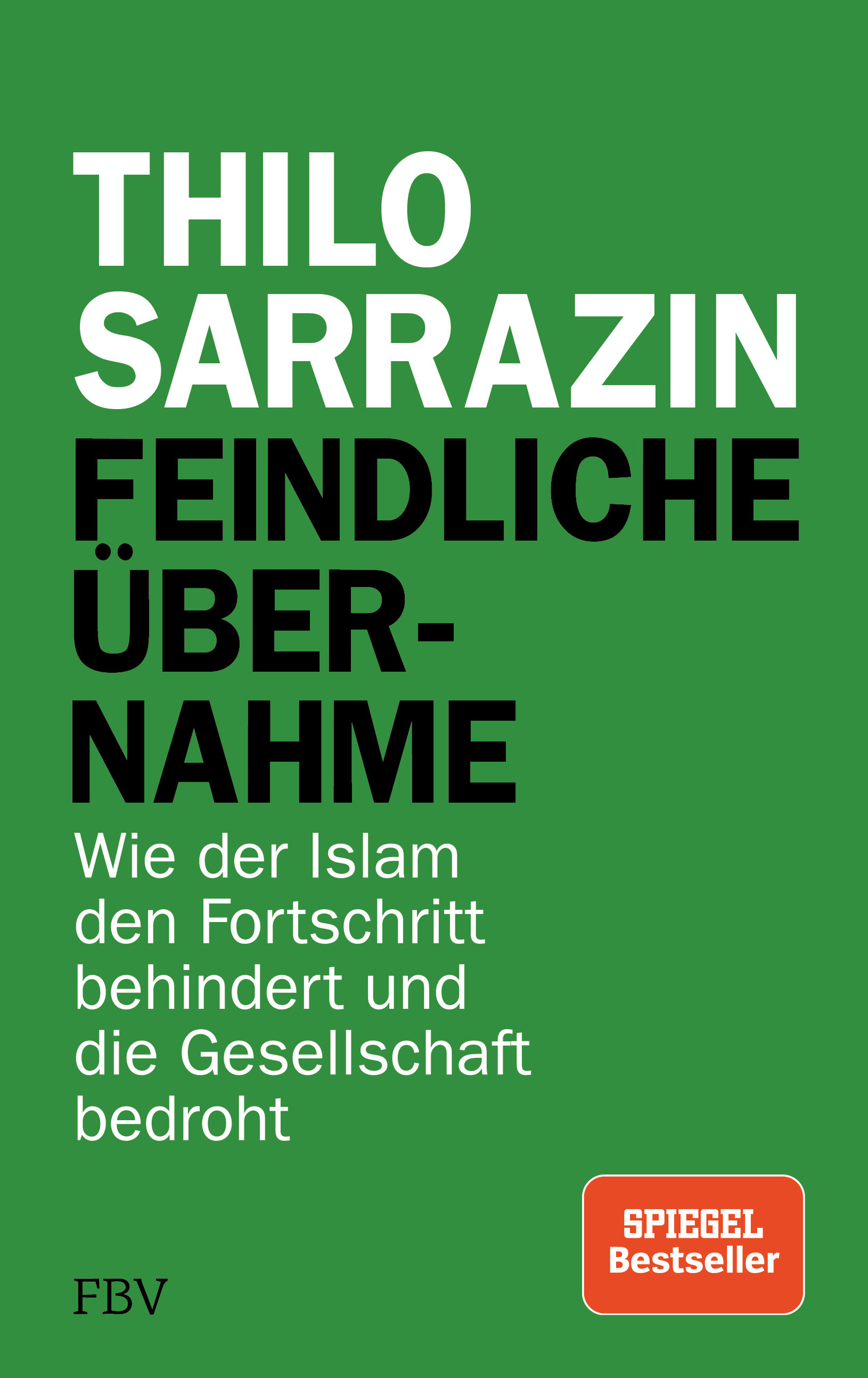
Thilo Sarrazin: Feindliche Übernahme (2018)

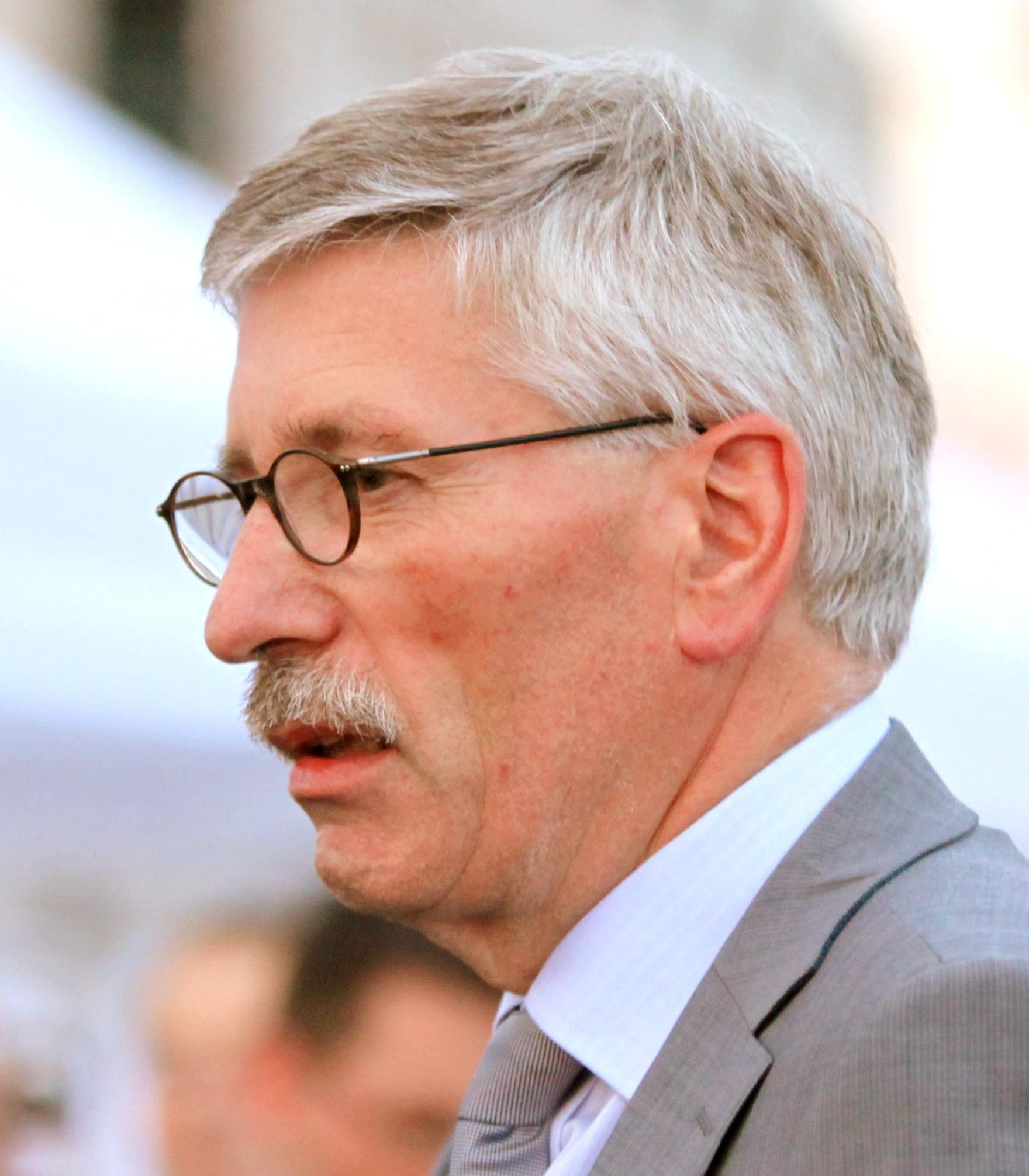
Thilo Sarrazin (2009)

Feindliche Übernahme: Wie der Islam den Fortschritt behindert und die Gesellschaft bedroht ist der Titel eines 2018 erschienenen Sachbuchs von Thilo Sarrazin.

## Hintergrund
Thilo Sarrazin ist ein deutscher Volkswirt und Politiker. Im Buch Feindliche Übernahme: Wie der Islam den Fortschritt behindert und die Gesellschaft bedroht behandelt der Autor das Thema Islam, wie bereits zuvor in seinem Buch Deutschland schafft sich ab. Die islamkritische Argumentation von Sarrazin ähnelt den Kernaussagen der ersten Islamdebatte des 19. Jahrhunderts, die mit der berühmten Rede von Ernest Renan ihren Anfang nahm und eine große Nachwirkung auf das Verhältnis von Moderne und Islam hatte. Die These der schleichenden „Islamisierung“ Europas durch den „demographischen Faktor“ – der ständigen Zunahme des muslimischen Bevölkerungsanteils in den christlichen europäischen Ländern – wurde 2004 von der italienisch-libanesischen Bestsellerautorin Oriana Fallaci in ihrem Buch Die Kraft der Vernunft vertreten. Das Buch hatte in Italien eine Auflage von über 800.000 Exemplaren und führte zu zahlreichen Kontroversen.
Die zur Verlagsgruppe Random House gehörige Deutsche Verlags-Anstalt, die bereits mehrere Bücher von Thilo Sarrazin publiziert hatte, darunter auch Deutschland schafft sich ab, wollte sein neues Buch Feindliche Übernahme nicht publizieren und behauptete, Sarrazin habe die Prüfung seines Werkes durch einen Gutachter abgelehnt. Daraufhin verklagte Sarrazin die Verlagsgruppe auf mehr als 800.000 Euro wegen angeblichen Rufmords. Rainer Dresen, Chefjustiziar des Verlags, gestand eine Falschaussage ein. Die Behauptung, Sarrazin habe die Prüfung seines Werkes durch einen Gutachter abgelehnt, sei nicht korrekt. Sarrazin hatte zuvor das Gegenteil beweisen können.
Sarrazins Buch wurde am 30. August 2018 im FinanzBuch Verlag der Münchner Verlagsgruppe veröffentlicht. In der 37. Kalenderwoche 2018 kam der Titel auf Anhieb auf Platz 1 der „Spiegel-Bestsellerliste“ und ist mittlerweile schon in der 3. Auflage erhältlich.

## Inhalt
Die Kernaussagen des 496-seitigen Buches können wie folgt summiert werden:
- Die Mehrheit der Muslime in Deutschland folge einer konservativen Islamauffassung. Nur eine Minderheit der Muslime praktiziere einen liberalen Islam.
- Der „konservative Islam“ (hier differenziert Sarrazin nicht zwischen Glaubensrichtungen im Islam) sei gegen das freiheitliche Denken, Gleichberechtigung, Geburtenkontrolle, wirtschaftlichen Erfolg und Integration.
- Islamisch geprägte Länder seien in Wirtschaft, Bildung, Kultur und Demokratie im Vergleich zu westlichen Staaten rückständig. Dies liege daran, dass dort ein konservativer Islam praktiziert werde. „Unterwerfung“ sei ein politisches Prinzip in allen islamischen Ländern. Andere Religionen würden in private Nischen gedrängt oder aber verfolgt.
- Die Muslime hätten weltweit eine überdurchschnittliche Geburtenrate. Als zentralen Faktor dieser „demografischen Explosion“ sieht Sarrazin die „unterdrückte Frau“. Hinzu komme, dass die Mehrheit der Migranten, die nach Europa kommen, Muslime seien.
- In Deutschland seien derzeit 8 % der Bevölkerung Muslime. 15 % der Kinder unter fünf Jahren kämen aus muslimischen Familien. Darauf basierend rechnet Sarrazin vor, dass im Jahre 2050 14 % der europäischen Bevölkerung Muslime sein würden. 20 % der deutschen Bevölkerung würden bis dahin Muslime sein.
- Menschen muslimischen Glaubens seien schlechter integriert als Menschen aus osteuropäischen und asiatischen Ländern. Dies liege an der Größe muslimischer Gruppen, den Abschottungstendenzen, der Rückständigkeit und der Intoleranz des konservativen Islams.
- Als praktische Konsequenzen fordert Sarrazin u. a. die Abschaffung des staatlichen Religionsunterrichts (damit auch des islamischen), die Bekämpfung einer von ihm so wahrgenommenen Paralleljustiz sowie eine „Entmystifizierung“ der Integrationspolitik, z. B. durch das Verbot des Kopftuchs an Schulen, den Abbau vermeintlich falscher Anreize in der Sozialpolitik und Transparenz in der Berichterstattung über Muslime bezüglich deren schulischen Leistungsniveaus.

## Rezeption
Eine erste Rezension dieser Schrift, in der Sarrazin sachliche Fehler nachgewiesen wurden, wie etwa eine fehlerhafte Anzahl der Koransuren, veröffentlichte am Erscheinungstag die Freiburger Islamwissenschaftlerin Johanna Pink in der Zeit.
Ulrich von Schwerin bezeichnet Sarrazins Fragestellung in der Stuttgarter Zeitung als legitim, seine Ausführungen jedoch als „Zerrbild“. Zum einen erkenne Sarrazin zwar an, dass der Koran „komplex, mehrdeutig und schwer auslegbar“ sei, maße sich dann jedoch an, „ihn unter Missachtung des historischen Kontextes in wenigen Sätzen zusammenzufassen“. Seine fehlerhafte Gesamtdarstellung offenbare „einen geradezu böswilligen Drang, den Muslimen alles Positive abzusprechen.“ Das Bestreiten der Existenz einer islamischen Architektur oder das Absprechen jeder künstlerischen Leistung sei „von verblüffender Ignoranz und Borniertheit“. An Lösungen für durchaus existierende Probleme sei Sarrazin auch überhaupt nicht interessiert. Ihm gehe es um „strikte Trennung der Völker“ und einen „Zuzugsstopp für Muslime“.
Sonja Zekri attestiert Sarrazin im Tages-Anzeiger „Herrenmenschendenken“, seine „primitive Koran-Exegese“ sei voller sachlicher Fehler und münde in „kaum verdeckte Zuchtgedanken“. Sarrazin entwerfe „einen demografischen Konflikt im globalen Massstab, eine Art eugenischen Weltbürgerkrieg“. Zu Sarrazins Bestreiten der Existenz einer eigenständigen islamischen Baukultur schreibt sie: „Könnte man für solchen Unsinn ein lebenslanges Zutrittsverbot der Alhambra verhängen, es wäre mehr als verdient.“ Man müsse davon ausgehen, dass „neben Rassisten und Rechten auch Menschen dieses Buch kaufen werden, die ehrliche Fragen an den Islam haben, die manches nicht verstehen, vielleicht fürchten und hier die schlechtesten aller Antworten finden.“
Laut Rainer Hermann von der FAZ ist das Buch „oberflächlich“, intellektuell eine „Enttäuschung“ und offenbare eine „bestürzende Unkenntnis“ des Autors; beispielsweise seien Jahreszahlen ungenau, Sarrazin verwechsle Aleviten mit Alawiten und bringe Laizismus und Säkularismus durcheinander.
Auch die Saarbrücker Zeitung unterzog mehrere in dem Buch vertretene Thesen Sarrazins einem Faktencheck und kam zu dem Schluss, dass das Werk von „unwahren Tatsachenbehauptungen“ „wimmele“.
Der (in dem Buch kritisierte) Rechts- und Islamwissenschaftler Mathias Rohe erklärte, das Buch sei auf „Angstmache“ ausgelegt. Beispielsweise ignoriere Sarrazin in seinen Prognosen zum zukünftigen Anteil der Muslime an der Bevölkerung Daten, die zeigten, dass die Geburtenrate muslimischer Zuwanderer durch Zugang zum Bildungssystem in den Folgegenerationen sinke. Ferner führe Sarrazin kritikwürdige Verhaltensweisen auf den Islam zurück, die – wie etwa ein falscher Ehrbegriff – jedoch teilweise ebenso bei Angehörigen nicht-muslimischer Religionen praktiziert werden.
Im Juli 2019 urteilte die Schiedskommission des SPD-Kreisverbandes Charlottenburg-Wilmersdorf, Sarrazin verbreite in dem Buch „anti-muslimische und kultur-rassistische Äußerungen“. Dies schade der Glaubwürdigkeit der SPD und müsse von ihr nicht hingenommen werden. Ein Parteiausschlussverfahren sei daher zulässig. Am 31. Juli 2020 wurde Sarrazin schließlich wirksam aus der SPD ausgeschlossen.

## Ausgaben
- Feindliche Übernahme. Wie der Islam den Fortschritt behindert und die Gesellschaft bedroht. FinanzBuch Verlag, München 2018, ISBN 978-3-95972-162-2.